# Systemapora ornata
Systemapora ornata är en nässeldjursart som beskrevs av Stephen D. Cairns 1991. Systemapora ornata ingår i släktet Systemapora och familjen Stylasteridae. Inga underarter finns listade i Catalogue of Life.